# Onkabetse Nkobolo
Onkabetse Nkobolo, född 23 juli 1993, är en friidrottare från Botswana. Han deltog vid olympiska sommarspelen 2016.